# Louis-Charles Le Vassor de La Touche
Louis-Charles Le Vassor, comte de La Touche, né le 31 mars 1709 au Lamentin (Martinique) et mort le 13 avril 1781 à Paris est un officier de marine et administrateur colonial français du XVIIIe siècle. Il est gouverneur de la Martinique et des îles du Vent de 1761 à 1762. Il termine sa carrière militaire avec le grade de Lieutenant général des armées navales. Il est le père du célèbre amiral, Louis-René-Madeleine de Latouche-Tréville (1745-1804).

## Biographie

### Origines et famille
Issu d'une des familles fondatrices de la colonie française à la Martinique, il est également apparenté à plusieurs marins célèbres. Né le 31 mars 1709 et baptisé le 14 mai suivant paroisse St Laurent du Lamentin (Martinique) , M. Le Vassor de La Touche est un créole de la Martinique. Il est le second de sept enfants. Il est le frère ainé de Charles-Auguste Levassor de La Touche-Tréville, chef d'escadre en 1776 puis Lieutenant général des armées navales en 1779, qui se distinguera pendant la guerre d'indépendance des États-Unis.
Son père, Charles-Lambert Le Vassor de La Touche est né le 11 novembre 1676 au Lamentin. Le 11 août 1700, à l'âge de 24 ans, il épouse à Fort-Royal la fille de Louis de Mallevault de la Varenne, « commandant pour le roi au Fort-Royal ».

### Carrière militaire

#### Débuts dans la Marine royale
Il intègre une compagnie de gardes de la Marine en 1726. Enseigne de vaisseau en 1733, il est promu lieutenant de vaisseau en 1741. Reçu chevalier de Saint-Louis (1744), il reçoit une commission de capitaine de vaisseau en 1751.

#### Guerre de Sept Ans
Capitaine général garde-côte du Croisic, capitaine de vaisseau du roi, inspecteur des troupes de la marine.
Le 20 novembre 1759, à la bataille des Cardinaux livrée en baie de Quiberon, il commande le vaisseau Le Dragon, 64 canons, avec lequel il est contraint d'aller trouver refuge dans l'embouchure de la Vilaine.

#### Gouverneur de la Martinique et des îles du Vent
Il est candidat à la succession de Beauharnais en 1760. Le 18 janvier 1760, Berryer, le Secrétaire d’État à la Marine écrit : « On propose à Sa Majesté, de vouloir bien remettre ce choix à la fin de cette année ou au commencement de 176l, et, en attendant, de vouloir bien donner une commission de commandant général des Isles du Vent, au sieur le Vassor de la Touche, capitaine de vaisseau qui doit commander une escadre destinée pour ces îles et, de laquelle il confiera le commandement, après son arrivée à la Martinique, au plus ancien capitaine de vaisseau de la même escadre. Sa Majesté ayant défendu qu'il fut nommé aux places de gouverneur général des colonies, des personnes qui eussent des habitations. Le sieur le Vassor qui possède des biens à la Martinique, ne peut y avoir d'autre titre que celui de commandant par intérim… Par ce moyen on évitera les discussions qu'il pourrait y avoir entre le sieur de Beauhamais et le sieur le Vassor, pendant le séjour de l'escadre à la Martinique, et le marquis de Beauhamais pourra s'arranger pour son retour et celui de sa famille, par la frégate qui doit passer à Saint-Domingue le nouvel intendant de cette colonie. La présence du sieur le Vassor qui est allié avec les principales familles des îles du Vent et qui pendant les différentes campagnes dans ces colonies, a su concilier l'esprit des habitants, sera capable de ranimer leur zèle et de dissiper les impressions que la domination des Anglais à la Guadeloupe a pu leur faire. »
Il force le blocus imposé par les Anglais dans l’embouchure de la Charente en décembre 1760 à bord de la frégate Hébé pour atteindre la Martinique.
Il est gouverneur de la Martinique et commandant général des îles du Vent de 1761 au 13 février 1762. Assiégé par les escadres anglaises en mer des Antilles, et ne voyant aucun secours venir de France, il doit se résoudre à céder l'île aux Anglais en 1762. Il est promu au rang de chef d'escadre des armées navales en 1771, puis commandant de la Marine à Rochefort en 1775.
Il est fait Lieutenant général des armées navales en 1779. Il meurt le 13 avril 1781 à Paris. À sa mort, il possède tellement de dettes que Louis XV, pour laisser intacte la mémoire de ce un brave marin, confie aux créanciers de la succession, à titre d'indemnité, un bâtiment de l'État pour faire des navigations commerciales à leur profit.

### Mariages et descendance
Louis-Charles Le Vassor de La Touche épouse, en premières noces Madeleine Rose de Saint-Légier de la Sausaye (1718-1745), dont :
- Louis-René-Madeleine de Latouche-Tréville dit « Latouche-Tréville » (1745-1804), vice-amiral ;

Le 2 mai 1752, il épouse en secondes noces Marie-Louise-Céleste de Rochechouart, âgée de 22 ans alors qu'il en a 43 (elle est née le 11 mai 1730), fille de Jean-Louis de Rochechouart et de Victoire Pocquet. De cette union naissent trois fils :
- Louis Jean François (1753-1807), officier de cavalerie ;
- Louis Charles (1754-1780), abbé ;
- Pierre Jules Camille (1764-1788), lieutenant de vaisseau.